# Stefan Johannesson
Stefan Johannesson est un arbitre suédois de football, né le 22 novembre 1971 à Stocksund. C'est un arbitre international suédois de football depuis 2003. 

## Carrière
Il a officié dans une compétition majeure : 
- Championnat d'Europe de football des moins de 17 ans 2003 (3 matchs)